# Walchegg
Walchegg ist ein Ort in der Gemeinde Vorderstoder im Bezirk Kirchdorf in Oberösterreich und war bis 2022 eine Ortschaft mit zuletzt 80 Einwohnern (Stand: 1. Januar 2022).
Die Streusiedlung Walchegg liegt zwischen Vorderstoder und Roßleithen an einem nördlichen Ausläufer der Warscheneckgruppe und besteht aus zahlreichen Gebäuden. Bedeutende Einzelgehöfte sind der Hanslbauer, der Kernhof, Päuln, Perleiten und Weingart. Walchegg ist nur über eine Nebenstraße von Roßleithen an den Verkehr angebunden.